# Guy-Michel Chauveau
Pour les articles homonymes, voir Chauveau.
Guy-Michel Chauveau, né le 25 septembre 1944 à Irais (Deux-Sèvres), est un homme politique français. Il est membre du Parti socialiste jusqu'à son exclusion le 22 mai 2012.

## Biographie

### Carrière politique
Guy-Michel Chauveau adhère au PS en 1974.
En 1981, il est élu pour la première fois député de la 3e circonscription de la Sarthe à 37 ans ; il est réélu au scrutin proportionnel en 1986, puis, en 1988, il redevient le représentant de la 3e circonscription de la Sarthe.
Il est candidat à La Flèche lors des municipales de 1983, mais il est battu.
Il est battu lors des législatives de 1993, marquées par une « vague bleue », par le candidat RPR Antoine Joly. Il prend sa revanche lors des législatives de 1997 en battant le député sortant avec 55,35 % des voix au second tour.
À la fin de la XIe législature, il choisit de ne pas se représenter afin de se consacrer à son mandat de maire de La Flèche, obtenu en 1989,. Il laisse le soin à sa 1re adjointe, Agnès Lorilleux, de représenter le PS lors des législatives de 2002, mais elle est battue.
Il est le président de la communauté de communes du Pays Fléchois de 1991 à 2020.

### Retour à l'Assemblée nationale en 2012
Malgré un accord national PS-EELV, il est investi à l'unanimité par les militants socialistes de la circonscription comme étant le seul à pouvoir battre la candidate sortante UMP. Après avoir été exclu du PS, l'accord prévoyait de réserver cette circonscription aux Verts, il devient alors candidat aux élections législatives. En 2012, il est réélu député de la 3e circonscription de la Sarthe avec 52,45 % des voix face à la députée sortante Béatrice Pavy (UMP) le 17 juin 2012. Il siège dans le groupe SRC et devient membre de la commission permanente des Affaires Étrangères.
Depuis sa réélection, il intervient plusieurs fois pour proposer des actions concrètes de solidarité avec le Mali afin que le pays n'éprouve pas un sentiment d'abandon dans les épreuves qu'il traverse, s'appuyant sur son expérience de député-maire de La Flèche jumelée avec Markala et de président de Cités unies France-Mali.

## Ses réalisations en tant que maire de La Flèche
- Le nouvel hôtel de ville de La Flèche (1995)
- Le complexe Sportif de La Monnerie (2007)

## Détail des fonctions et des mandats

### Mandats locaux
- 1983 - 1989 : Conseiller municipal de La Flèche
- 1989 - 2020 : Maire de La Flèche
- 1991 - 2020 : Président de la communauté de communes du Pays Fléchois
- 2008 - 2012 : Conseiller général du canton de La Flèche
- 1986 - 1992 : Conseiller régional des Pays de la Loire

### Mandats parlementaires
- 21 juin 1981 - 1er avril 1986 : Député de la 3e circonscription de la Sarthe[8]
- 16 mars 1986 - 14 mai 1988 : Député de la Sarthe[9]
- 12 juin 1988 - 1er avril 1993 : Député de la 3e circonscription de la Sarthe[10]
- 1er juin 1997 - 18 juin 2002 : Député de la 3e circonscription de la Sarthe[11]
- 20 juin 2012 - 20 juin 2017 : Député de la 3e circonscription de la Sarthe